# Mystacina miocenalis
Mystacina miocenalis é uma espécie extinta de morcego da família Mystacinidae. Endêmico da Nova Zelândia e está relacionada com outro morcego, Mystacina tuberculata, que ainda vive em florestas antigas da Nova Zelândia. Os fósseis foram encontrados perto da Otago Central na Ilha do Sul, em sedimentos deixado por um vasto corpo de água pré-histórico conhecido como Lago Manuherikia, que fazia parte da floresta subtropical quente durante o início do Mioceno, entre 16 e 19 milhões de anos atrás.
É o primeiro registro de pré-Pleistoceno do gênero moderno e estende a história evolutiva dos Mystacina em pelo menos 16 milhões de anos. Espécies existentes de Mystacinas são semi-terrestre com uma excepcional dieta onívora.

## Descrição
Este fóssil é cerca de três vezes mais pesado do que seu primo, Mystacina tuberculata, e seu peso médio é maior que mais de 900 espécies de morcegos vivos.